# Bibbia Garofalo
La Bibbia Garofalo è la traduzione italiana della Bibbia diretta dal professore e grande biblista Salvatore Garofalo (1911-1998); pubblicata negli anni 1947-60 a fronte della Vulgata e, per gli altri libri, dai testi originali ebraici e greci (questi, non a fronte), tale versione è corredata di amplissime note storico-esegetiche. Di fatto, si è trattato di un lavoro enorme – a quel tempo editorialmente e scientificamente all'avanguardia in Italia – e ancor oggi imprescindibile.

## Elenco dei volumi
La sacra Bibbia. Volgata latina e traduzione italiana dai testi originali illustrate con note critiche e commentate, sotto la direzione di Salvatore Garofalo, Torino, Marietti, 1947-78.
- Introduzione generale alla Sacra Bibbia, a cura di Gaetano M. Perrella, Torino, Marietti, 1948.
- Genesi. Introduzione - Storia primitiva, a cura di E. Testa, Torino, Marietti, 1976.
- Levitico, a cura di Enzo Cortese, Torino, Marietti, 1976.
- Il Libro dei Numeri, a cura di Giuseppe Bernini, Torino, Marietti, 1976.
- Deuteronomio, a cura di Angelo Penna, Torino, Marietti, 1976.
- Giosuè, a cura di Donato Baldi, Torino, Marietti, 1955.
- Giudici e Rut, a cura di Angelo Penna,  Torino, Marietti, 1955.
- Samuele, a cura di Gino Bressan, Torino, Marietti, 1955.
- Il libro dei Re, a cura di Salvatore Garofalo, Torino, Marietti, 1951.
- Isaia, a cura di Angelo Penna, Torino, Marietti, 1958.
- Geremia, a cura di Angelo Penna, Torino, Marietti, 1952.
- Ezechiele, a cura di Francesco Spadafora, Torino, Marietti, 1948.
- I profeti minori, a cura di p. Giovanni Rinaldi, Torino, Marietti, 1955.
- Libro dei Salmi, a cura di Giorgio Castellino, Torino, Marietti, 1955.
- Giobbe, a cura di Pio Fedrizzi, Torino, Marietti, 1972.
- Cantico dei cantici, a cura di G. Nolli, Torino, Marietti, 1968.
- Ecclesiaste, a cura di Lorenzo di Fonzo, Torino, Marietti, 1967.
- Daniele, a cura del p. Giovanni Rinaldi, Torino, Marietti, 1947.
- Esdra e Neemia, a cura di Bruno M. Pelaia, Torino, Marietti, 1957.
- Il Libro delle Cronache, a cura di Lino Randellini, Torino, Marietti, 1976.
- Tobia, a cura di d. Giuseppe Priero, Torino, Marietti, 1963.
- Giuditta, a cura di Giuseppe Priero, Torino, Marietti, 1959.
- Libri dei Maccabei, a cura di Angelo Penna, Torino, Marietti, 1955.
- Ecclesiastico, a cura di Dom Hilaire Duesberg, Dom Irénée Fransen, Torino, Marietti, 1966.
- Baruch, a cura di Angelo Penna, Torino, Marietti, 1955.
- Vangelo di Marco a cura di Uricchio, Torino, Marietti, 1967.
- Atti degli Apostoli, a cura di Carlo Ghidelli, Torino, Marietti, 1978.
- Le epistole di s. Paolo ai Romani, ai Corinti e ai Galati, a cura di s.e. mons. Vincenzo Jacono, Torino, Marietti, 1951.
- Le Epistole cattoliche di Giacomo, Pietro, Giovanni e Giuda, [a cura di] Pietro De Ambroggi, Torino, Marietti, 1947.

Nel 1960 fu pubblicata in 3 volumi: La sacra Bibbia tradotta dai testi originali e commentata, a cura e sotto la direzione di mons. Salvatore Garofalo, Torino, Marietti, 1960.
Il testo rende sempre il Sacro Tetragramma con Jahve anziché sostituirlo con "Signore" (come invece fanno le altre versioni bibliche italiane), lasciando il Nome di Dio solo in alcuni versetti.